# Línea 28 (Córdoba)
La Línea 28 es una línea de transporte urbano de pasajeros de la ciudad de Córdoba, Argentina. El servicio está actualmente operado por la empresa Grupo ERSA.
Anteriormente el servicio de la línea 28 era denominada como A8 desde 2002 por la empresa Ciudad de Córdoba, hasta que el 1 de marzo de 2014, por la implementación del nuevo sistema de transporte público, la A8 se fusiona como 28 operada por la misma empresa, hasta el 31 de Julio del mismo año, ciudad de Córdoba deja de prestar servicio y los corredores 2 y 7 pasan a manos de ERSA Urbano donde actualmente opera.

## Recorrido
De barrio Marqués de Sobremonte a barrio Amp.San Pablo.
 Servicio diurno.
IDA: De Fray Miguel de Mujica y Bv. Lorenzo Suarez de Figueroa – por ésta – Rodríguez de Ruesca – Lasso de la Vega – Tristán de Tejeda – Av. De Ávila y Quirós – De Los Regidores – Av. Cornelio Saavedra – F. Toledo de Pimentel – Blas de Peralta – Martel de Cabrera – Francisco Lopez Correa – Av. Vives – Ángel Gallardo – Av. Cornelio Saavedra – Sebastián Gaboto – Eduardo Marquina – Bv. Los Granaderos – Copacabana – Av. Cornelio Saavedra – Videla Castillo – Colombres –- Federico Brandsen – Av. Castro Barros – Av. Santa Fé – Av. Colón – Av. Gral. Paz – Av. Vélez Sarsfield – Av. Hipólito Yrigoyen – Plaza España – Av. Concepción Arenales – Av. Pablo Ricchieri – República de Chile – Av. Deodoro Roca – Av. Revolución de Mayo – Av. Madrid – Av. Bernardo O’Higgins – Av. Baradero – Huascha – Pampayasta – Agua de Oro – Calle Publica 3 – Celso Barrios – Calle Publica 5 – Oscar Cleto Curtino – Calle Publica 1.
REGRESO: De Oscar Cleto Curtino y Calle Publica 1 – por esta – Celso Barrios – Calle Publica 3 – Agua de Oro – Sampacho – Huerta Grande – Pampayasta – Huascha – Av. Baradero – Av. Bernardo O’Higgins – Av. Madrid – Dr. Ricardo Luti – Av. Deodoro Roca – República de Chile – Av. Pablo Ricchieri – Concepción Arenal – Hipólito Yrigoyen – Túnel Plaza España – Bv. Chacabuco – Bv Arturo Illia – Bv San Juan – Mariano Moreno – Rodríguez Peña – Av. Colón – Av. Santa Fé – Palestina – Bv. Los Andes – Soldado Ruiz – Av. Cornelio Saavedra – Suquía – Florencio Sánchez – Calderón de la Barca – Huarte – Sebastián Gaboto – Av. Cornelio Saavedra – Ángel Gallardo – Av. Vives – López Correa – Martel de Cabrera – Francisco López Correa – Martel de Cabrera – Blas de Peralta – F. Toledo de Pimentel – Av. Cornelio Saavedra – De Los Regidores – Av. De Ávila y Quirós – Tristán de Tejeda – Lasso de la Vega – Rodríguez de Ruesca – Fray Miguel de Mujica hasta Bv. Lorenzo Suarez de Figueroa.